# Арктическая политика Исландии
Арктическая политика Исландии относится к внешней политике Исландии в отношении Арктического региона.
Исландия является членом Арктического Совета. Исландия не согласна с тем, что Арктическая пятерка должна собираться отдельно, как они это сделали в Конференции по Северному Ледовитому океану.

Общая топографическая карта

## Политические заявления
28 марта 2011 года Альтинг принял резолюцию о Арктической политике Исландии в том числе: развитие и укрепление Арктического Совета; обеспечение Исландии в качестве прибрежных государств в Арктике; развитие концепции, что Арктический регион распространяется как на Северный полюс так и тесно связана Североатлантическим регионом; урегулирование разногласий в Арктике с помощью Конвенции Организации Объединенных Наций по морскому праву; расширение сотрудничества с Фарерскими островами и Гренландией в интересах трех стран; Поддержка прав коренных народов в Арктике; сотрудничество с другими государствами и заинтересованными сторонами по вопросам, касающимся исландских интересов в Арктике; работа по предотвращению антропогенного изменения климата и его последствий в целях улучшения благосостояния жителей Арктики; защита интересов гражданских средств и рабочих против милитаризации Арктики; расширение торговых отношений между Арктическими государствами; расширение консультаций и сотрудничества на национальном уровне по вопросам Арктики.

## Научные исследования
Исландия проводит различные научные исследования в арктических делах. Обзор учреждений, работающих на арктических вопросах располагаются на сайте Исландской арктической сети сотрудничества.